# Minardi M192
A Minardi M192 egy Formula–1-es versenyautó, amivel a Minardi csapat versenyzett az 1992-es Formula–1 világbajnokság során. Pilótái Christian Fittipaldi és Gianni Morbidelli voltak, illetve az előbbit három versenyen helyettesítő Alex Zanardi.

## Áttekintés
Az 1991-es szezon után, ami relatíve jól sikerült, változások történtek a csapatnál. Megváltak a Ferrari V12-es motorjaitól, és helyettük a Lamborghini ugyancsak V12-es erőforrásaira váltottak. Ugyan ezek a motorok körülbelül húsz százalékkal olcsóbbak voltak, de nehezebbek is, ami a gumikopásra és a fogyasztásra volt negatív hatással. A gyártó az olasz nagydíjtól fejlesztéseket hozott a motorhoz, amelyhez a saját hatsebességes transzverzális váltóját is biztosította.
Az Aldo Costa által tervezet kasztni merevebb volt, mint elődjéé. Néhány aerodinamikai komponenst áthoztak az elődmodellről, és csak idény közben derült ki, hogy a szélcsatornából származó eredményeiket helyesbíteni kell, mert pontatlanok. A felfrissítést már Gustav Brunner és csapata végezték. Az M192-es legnagyobb problémája az alulkormányozottság volt, és hogy pénzhiány miatt nehezen tudtak fejleszteni.
Az 1992-es idényt még az M191-es B-verziójával kezdték meg, az új autó Spanyolországban debütált, ekkor még csak a szabadedzésen. Először Imolában vetették be, ahol váltóhiba miatt mindkét versenyző kiesett. A következő nagydíjakon többnyire célbaértek, a pontszerző zónán kívül. A francia nagydíj szabadedzésén Fittipaldi nagyot bukott és hátsérülései miatt nem állhatott rajthoz a versenyen. Utóbb kiderült, hogy a következő három nagydíjon sem, ezért a helyére Zanardit ültették. Szereplése kudarc volt: kétszer kvalifikálni sem tudott, egyszer pedig már a rajt után kiesett. A magyar nagydíjra egyik versenyző sem tudta magát kvalifikálni, ilyen 1988 óta nem esett meg a Minardival.
A belga nagydíjon visszatért ugyan Fittipaldi, de még nem volt egészen jó formában, ami meg is látszott az eredményein. A szezon második felében a csapat, hogy javítson valamicskét a tempón és a vezethetőségen, visszaváltott az emelt orrú, fordított V-alakú szárnyról egy hagyományos kivitelű első szárnyra. A csapat az évi egyetlen pontját Fittipaldi szerezte Japánban, ezzel konstruktőri 11. helyen zárt a Minardi, holtversenyben a Jordan és a Venturi Larrousse csapattal (utóbbi szintén Lamborghini-motorokat használt).

## Eredmények
(félkövérrel jelölve a pole pozíció; dőlt betűvel a leggyorsabb kör)
| Év   | Csapat       | Motor            | Gumik | Pilóták              | 1   | 2   | 3   | 4   | 5   | 6   | 7   | 8   | 9   | 10  | 11  | 12  | 13  | 14  | 15  | 16  | Pontok | Helyezés |
| ---- | ------------ | ---------------- | ----- | -------------------- | --- | --- | --- | --- | --- | --- | --- | --- | --- | --- | --- | --- | --- | --- | --- | --- | ------ | -------- |
| 1992 | Minardi Team | Lamborghini 3512 | G     |                      | RSA | MEX | BRA | ESP | SMR | MON | CAN | FRA | GBR | GER | HUN | BEL | ITA | POR | JPN | AUS | 1      | 11.      |
| 1992 | Minardi Team | Lamborghini 3512 | G     | Christian Fittipaldi |     |     |     |     | KI  | 8   | 13  | NK  |     |     |     | NK  | NK  | 12  | 6   | 9   | 1      | 11.      |
| 1992 | Minardi Team | Lamborghini 3512 | G     | Alex Zanardi         |     |     |     |     |     |     |     |     | NK  | Ret | NK  |     |     |     |     |     | 1      | 11.      |
| 1992 | Minardi Team | Lamborghini 3512 | G     | Gianni Morbidelli    |     |     |     |     | KI  | KI  | 11  | 8   | KI  | 12  | NK  | 16  | KI  | 14  | 14  | 10  | 1      | 11.      |